# Équipe d'Afrique du Sud féminine de football à la Coupe du monde 2019
L'équipe d'Afrique du Sud féminine de football participe à la Coupe du monde de 2019 organisée en France du 7 juin 2019 au 7 juillet 2019.

## Qualification
L'Afrique du Sud se qualifie grâce à sa deuxième place lors de la Coupe d'Afrique des nations 2018.

## Préparation

### Maillot
Pendant la Coupe du Monde féminine 2019, l'équipe d'Afrique du Sud porte un maillot confectionné par l'équipementier Nike. Le maillot domicile est jaune avec des rayures vertes sur les épaules. Le maillot extérieur est vert avec des rayures d'un vert plus foncé.

## Joueuses et encadrement technique
La sélection finale est annoncée le 17 mai 2019.

## Compétition
Pour un article plus général, voir Coupe du monde féminine de football 2019.

### Format et tirage au sort
Les 24 équipes qualifiées pour la Coupe du monde sont réparties en quatre chapeaux de six équipes. Lors du tirage au sort, six groupes de quatre équipes sont formés, les quatre équipes de chaque groupe provenant chacune d'un chapeau différent. Celles-ci s'affrontent une fois chacune : à la fin des trois journées, les deux premiers de chaque groupe sont qualifiés pour les huitièmes de finale, ainsi que les quatre meilleurs troisième de groupe.
L'Afrique du Sud est placée dans le chapeau 4. Celui-ci contient les équipes africaines (Jamaïque, Afrique du Sud, Cameroun et Nigeria) aux côtés de deux sud-américaines (Chili et Argentine).
Le tirage donne alors pour adversaires l'Allemagne, l'Espagne et la Chine.

### Premier tour - Groupe B
| Rang | Équipe         | Pts | J | G | N | P | Bp | Bc | Diff |
| ---- | -------------- | --- | - | - | - | - | -- | -- | ---- |
| 1    | Allemagne      | 9   | 3 | 3 | 0 | 0 | 6  | 0  | +6   |
| 2    | Espagne        | 4   | 3 | 1 | 1 | 1 | 3  | 2  | +1   |
| 3    | Chine          | 4   | 3 | 1 | 1 | 1 | 1  | 1  | 0    |
| 4    | Afrique du Sud | 0   | 3 | 0 | 0 | 3 | 1  | 8  | -7   |

#### Espagne - Afrique du Sud
| Match 3           | Espagne                                                            | 3 - 1   | Afrique du Sud                               | Stade Océane, Le Havre                                                         |                                                                                |
| 8 juin 2019 18:00 | Hermoso 70e (pen.) · Hermoso 83e (pen.) · (Torrecilla ) García 89e | (0 - 1) | 25e Kgatlana ( Motlhalo)                     | Spectateurs : 12 044 Arbitrage : María Carvajal Arbitre vidéo : Mauro Vigliano | Spectateurs : 12 044 Arbitrage : María Carvajal Arbitre vidéo : Mauro Vigliano |
| 8 juin 2019 18:00 | Corredera 90+4e                                                    | Rapport | 59e, 81e Vilakazi · 68e van Wyk · 77e Biyana | Spectateurs : 12 044 Arbitrage : María Carvajal Arbitre vidéo : Mauro Vigliano | Spectateurs : 12 044 Arbitrage : María Carvajal Arbitre vidéo : Mauro Vigliano |

| Espagne | Afrique du Sud |

| ESPAGNE :       |    |                     |         |     |
|                 |    |                     |         |     |
| Gardien de but  | 13 | Sandra Paños        |         |     |
|                 | 4  | Irene Paredes       |         |     |
|                 | 6  | Vicky Losada        |         | 46e |
|                 | 7  | Marta Corredera     | 90+4e   |     |
|                 | 8  | Marta Torrejón      |         |     |
|                 | 9  | Mariona Caldentey   |         |     |
|                 | 10 | Jennifer Hermoso    | 69e 82e |     |
|                 | 11 | Alexia Putellas     |         | 73e |
|                 | 14 | Virginia Torrecilla |         |     |
|                 | 16 | María Pilar León    |         |     |
|                 | 19 | Amanda Sampedro     |         | 46e |
| Remplaçantes :  |    |                     |         |     |
|                 | 17 | Lucía García        | 89e     | 46e |
|                 | 18 | Aitana Bonmati      |         | 46e |
|                 | 22 | Nahikari García     |         | 73e |
| Sélectionneur : |    |                     |         |     |
| Jorge Vilda     |    |                     |         |     |

| AFRIQUE DU SUD : |    |                     |          |     |
|                  |    |                     |          |     |
| Gardien de but   | 16 | Andile Dlamini      |          |     |
|                  | 2  | Lebogang Ramalepe   |          |     |
|                  | 3  | Nothando Vilakazi   | 59e, 81e |     |
|                  | 4  | Noko Matlou         |          |     |
|                  | 5  | Janine van Wyk      | 68e      |     |
|                  | 8  | Ode Fulutudilu      |          | 77e |
|                  | 9  | Amanda Mthandi      |          | 56e |
|                  | 10 | Linda Motlhalo      |          | 52e |
|                  | 11 | Thembi Kgatlana     | 25e      |     |
|                  | 15 | Refiloe Jane        |          |     |
|                  | 19 | Kholosa Biyana      | 77e      |     |
| Remplaçantes :   |    |                     |          |     |
|                  | 12 | Jermaine Seoposenwe |          | 56e |
|                  | 17 | Leandra Smeda       |          | 77e |
|                  | 21 | Busisiwe Ndimeni    |          | 52e |
| Sélectionneur :  |    |                     |          |     |
| Desiree Ellis    |    |                     |          |     |

| Assistantes : Leslie Vasquez Loreto Toloza Quatrième arbitre : Laura Fortunato Arbitre vidéo : Mauro Vigliano Assistants arbitre vidéo : Mariana de Almeida Tiago Martins Femme du Match : Jennifer Hermoso |

#### Afrique du Sud - Chine
| Match 16           | Afrique du Sud | 0 - 1   | Chine              | Parc des Princes, Paris                          |                                                  |
| 13 juin 2019 21:00 |                | (0 - 1) | 40e Li Y. ( Zhang) | Spectateurs : 20 011 Arbitrage : Katalin Kulcsár | Spectateurs : 20 011 Arbitrage : Katalin Kulcsár |
| 13 juin 2019 21:00 | Matlou 83e     | Rapport |                    | Spectateurs : 20 011 Arbitrage : Katalin Kulcsár | Spectateurs : 20 011 Arbitrage : Katalin Kulcsár |

| Afrique du Sud | Chine |

| AFRIQUE DU SUD : |    |                     |     |     |
|                  |    |                     |     |     |
| Gardien de but   | 20 | Kaylin Swart        |     |     |
|                  | 2  | Lebogang Ramalepe   |     |     |
|                  | 5  | Janine van Wyk      |     |     |
|                  | 4  | Noko Matlou         | 83e |     |
|                  | 23 | Sibulele Holweni    |     | 72e |
|                  | 13 | Bambanani Mbane     |     |     |
|                  | 6  | Mamello Makhabane   |     |     |
|                  | 19 | Kholosa Biyana      |     |     |
|                  | 11 | Thembi Kgatlana     |     |     |
|                  | 15 | Refiloe Jane        |     | 82e |
|                  | 8  | Ode Fulutudilu      |     | 60e |
| Remplaçantes :   |    |                     |     |     |
|                  | 12 | Jermaine Seoposenwe |     | 60e |
|                  | 17 | Leandra Smeda       |     | 72e |
|                  | 10 | Linda Motlhalo      |     | 82e |
| Sélectionneur :  |    |                     |     |     |
| Desiree Ellis    |    |                     |     |     |

| CHINE :         |    |               |  |     |
|                 |    |               |  |     |
| Gardien de but  | 12 | Peng Shimeng  |  |     |
|                 | 3  | Lin Yuping    |  |     |
|                 | 6  | Han Peng      |  |     |
|                 | 5  | Wu Haiyan     |  |     |
|                 | 13 | Wang Yan      |  | 81e |
|                 | 2  | Liu Shanshan  |  |     |
|                 | 7  | Wang Shuang   |  |     |
|                 | 20 | Zhang Rui     |  |     |
|                 | 17 | Gu Yasha      |  | 65e |
|                 | 11 | Wang Shanshan |  |     |
|                 | 10 | Li Ying       |  | 78e |
| Remplaçantes :  |    |               |  |     |
|                 | 4  | Lou Jiahui    |  | 65e |
|                 | 21 | Yao Wei       |  | 78e |
|                 | 9  | Yang Li       |  | 81e |
| Sélectionneur : |    |               |  |     |
| Jia Xiuquan     |    |               |  |     |

| Assistantes : Katalin Torok Sanja Rodak Quatrième arbitre : Jana Adamkova Cinquième arbitre : Stephanie-Dale Yee Sing Arbitre vidéo : Christopher Beath Assistants arbitre vidéo : Manuela Nicolosi Mohammed Abdulla Mohammed Femme du Match : Li Ying |

#### Afrique du Sud - Allemagne
| Match 27           | Afrique du Sud                             | 0 – 4   | Allemagne                                                              | Stade de la Mosson, Montpellier              |                                              |
| 17 juin 2019 18:00 |                                            | (0 - 3) | 14e Leupolz ( Schweers) · 29e Däbritz · 40e Popp ( Gwinn) · 58e Magull | Spectateurs : 15 502 Arbitrage : Sandra Braz | Spectateurs : 15 502 Arbitrage : Sandra Braz |
| 17 juin 2019 18:00 | Ramalepe 53e · Vilakazi 58e · Mulaudzi 66e | Rapport | 54e Magull                                                             | Spectateurs : 15 502 Arbitrage : Sandra Braz | Spectateurs : 15 502 Arbitrage : Sandra Braz |

| Afrique du Sud | Allemagne |

| AFRIQUE DU SUD : |    |                   |     |     |
|                  |    |                   |     |     |
| Gardien de but   | 16 | Andile Dlamini    |     |     |
|                  | 2  | Lebogang Ramalepe | 53e |     |
|                  | 5  | Janine van Wyk    |     |     |
|                  | 4  | Noko Matlou       |     |     |
|                  | 3  | Nothando Vilakazi | 58e |     |
|                  | 15 | Refiloe Jane      |     |     |
|                  | 9  | Amanda Mthandi    |     | 46e |
|                  | 19 | Kholosa Biyana    |     | 89e |
|                  | 6  | Mamello Makhabane |     |     |
|                  | 21 | Busisiwe Ndimeni  |     |     |
|                  | 8  | Ode Fulutudilu    |     | 46e |
| Remplaçantes :   |    |                   |     |     |
|                  | 11 | Thembi Kgatlana   |     | 46e |
|                  | 22 | Rhoda Mulaudzi    | 66e | 46e |
|                  | 17 | Leandra Smeda     |     | 89e |
| Sélectionneuse : |    |                   |     |     |
| Desiree Ellis    |    |                   |     |     |

| ALLEMAGNE :              |    |                 |          |     |
|                          |    |                 |          |     |
| Gardien de but           | 1  | Almuth Schult   |          |     |
|                          | 15 | Giulia Gwinn    |          |     |
|                          | 23 | Sara Doorsoun   |          |     |
|                          | 5  | Marina Hegering |          |     |
|                          | 17 | Verena Schweers |          | 46e |
|                          | 9  | Svenja Huth     |          | 59e |
|                          | 18 | Melanie Leupolz | 14e      |     |
|                          | 20 | Lina Magull     | 54e, 58e |     |
|                          | 13 | Sara Däbritz    | 29e      |     |
|                          | 11 | Alexandra Popp  | 40e      |     |
|                          | 19 | Klara Bühl      |          | 66e |
| Remplaçantes :           |    |                 |          |     |
|                          | 2  | Carolin Simon   |          | 46e |
|                          | 16 | Linda Dallmann  |          | 59e |
|                          | 7  | Lea Schüller    |          | 66e |
| Sélectionneuse :         |    |                 |          |     |
| Martina Voss-Tecklenburg |    |                 |          |     |

| Assistantes : Julia Magnusson Lisa Rashid Quatrième arbitre : Stéphanie Frappart Arbitre vidéo : Clément Turpin Assistants arbitre vidéo : Manuela Nicolosi Drew Fischer Femme du Match : Sara Däbritz |

## Temps de jeu
| Joueuses                |            |            |            | TT         | But inscrit | Passe décisive | MJ         | MT         | Légende |
| ----------------------- | ---------- | ---------- | ---------- | ---------- | ----------- | -------------- | ---------- | ---------- | --- |
| Gardiennes              | Gardiennes | Gardiennes | Gardiennes | Gardiennes | Gardiennes  | Gardiennes     | Gardiennes | Gardiennes | Abréviations et symboles : TT : Total de minutes jouées MJ : Nombre de matchs joués MT : Matchs joués en tant que titulaire : but : passe décisive : joueuse entrée : joueuse remplacée : capitaine : carton jaune : carton rouge |
| Mapaseka Mpuru          | -          | -          | -          | -          | -           | -              | -          | -          | Abréviations et symboles : TT : Total de minutes jouées MJ : Nombre de matchs joués MT : Matchs joués en tant que titulaire : but : passe décisive : joueuse entrée : joueuse remplacée : capitaine : carton jaune : carton rouge |
| Andile Dlamini          | 90         | -          | 90         | 180        | -           | -              | 2          | 2          | Abréviations et symboles : TT : Total de minutes jouées MJ : Nombre de matchs joués MT : Matchs joués en tant que titulaire : but : passe décisive : joueuse entrée : joueuse remplacée : capitaine : carton jaune : carton rouge |
| Kaylin Swart            | -          | 90         | -          | 90         | -           | -              | 1          | 1          | Abréviations et symboles : TT : Total de minutes jouées MJ : Nombre de matchs joués MT : Matchs joués en tant que titulaire : but : passe décisive : joueuse entrée : joueuse remplacée : capitaine : carton jaune : carton rouge |
| Défenseures             |            |            |            |            |             |                |            |            | Abréviations et symboles : TT : Total de minutes jouées MJ : Nombre de matchs joués MT : Matchs joués en tant que titulaire : but : passe décisive : joueuse entrée : joueuse remplacée : capitaine : carton jaune : carton rouge |
| Lebogang Ramalepe       | 90         | 90         | 90         | 270        | -           | -              | 3          | 3          | Abréviations et symboles : TT : Total de minutes jouées MJ : Nombre de matchs joués MT : Matchs joués en tant que titulaire : but : passe décisive : joueuse entrée : joueuse remplacée : capitaine : carton jaune : carton rouge |
| Nothando Vilakazi       | 81         | -          | 90         | 171        | -           | -              | 2          | 2          | Abréviations et symboles : TT : Total de minutes jouées MJ : Nombre de matchs joués MT : Matchs joués en tant que titulaire : but : passe décisive : joueuse entrée : joueuse remplacée : capitaine : carton jaune : carton rouge |
| Noko Matlou             | 90         | 90         | 90         | 270        | -           | -              | 3          | 3          | Abréviations et symboles : TT : Total de minutes jouées MJ : Nombre de matchs joués MT : Matchs joués en tant que titulaire : but : passe décisive : joueuse entrée : joueuse remplacée : capitaine : carton jaune : carton rouge |
| Janine van Wyk          | 90         | 90         | 90         | 270        | -           | -              | 3          | 3          | Abréviations et symboles : TT : Total de minutes jouées MJ : Nombre de matchs joués MT : Matchs joués en tant que titulaire : but : passe décisive : joueuse entrée : joueuse remplacée : capitaine : carton jaune : carton rouge |
| Bambanani Mbane         | -          | 90         | -          | 90         | -           | -              | 1          | 1          | Abréviations et symboles : TT : Total de minutes jouées MJ : Nombre de matchs joués MT : Matchs joués en tant que titulaire : but : passe décisive : joueuse entrée : joueuse remplacée : capitaine : carton jaune : carton rouge |
| Tiisetso Makhubela      | -          | -          | -          | -          | -           | -              | -          | -          | Abréviations et symboles : TT : Total de minutes jouées MJ : Nombre de matchs joués MT : Matchs joués en tant que titulaire : but : passe décisive : joueuse entrée : joueuse remplacée : capitaine : carton jaune : carton rouge |
| Bongeka Gamede          | -          | -          | -          | -          | -           | -              | -          | -          | Abréviations et symboles : TT : Total de minutes jouées MJ : Nombre de matchs joués MT : Matchs joués en tant que titulaire : but : passe décisive : joueuse entrée : joueuse remplacée : capitaine : carton jaune : carton rouge |
| Milieux                 |            |            |            |            |             |                |            |            | Abréviations et symboles : TT : Total de minutes jouées MJ : Nombre de matchs joués MT : Matchs joués en tant que titulaire : but : passe décisive : joueuse entrée : joueuse remplacée : capitaine : carton jaune : carton rouge |
| Mamello Makhabane       | -          | 90         | 90         | 180        | -           | -              | 2          | 2          | Abréviations et symboles : TT : Total de minutes jouées MJ : Nombre de matchs joués MT : Matchs joués en tant que titulaire : but : passe décisive : joueuse entrée : joueuse remplacée : capitaine : carton jaune : carton rouge |
| Karabo Dhlamini         | -          | -          | -          | -          | -           | -              | -          | -          | Abréviations et symboles : TT : Total de minutes jouées MJ : Nombre de matchs joués MT : Matchs joués en tant que titulaire : but : passe décisive : joueuse entrée : joueuse remplacée : capitaine : carton jaune : carton rouge |
| Linda Motlhalo          | 52         | 8          | -          | 60         | -           | 1              | 2          | 1          | Abréviations et symboles : TT : Total de minutes jouées MJ : Nombre de matchs joués MT : Matchs joués en tant que titulaire : but : passe décisive : joueuse entrée : joueuse remplacée : capitaine : carton jaune : carton rouge |
| Refiloe Jane            | 90         | 82         | 90         | 262        | -           | -              | 3          | 3          | Abréviations et symboles : TT : Total de minutes jouées MJ : Nombre de matchs joués MT : Matchs joués en tant que titulaire : but : passe décisive : joueuse entrée : joueuse remplacée : capitaine : carton jaune : carton rouge |
| Leandra Smeda           | 13         | 18         | 1          | 32         | -           | -              | 3          | -          | Abréviations et symboles : TT : Total de minutes jouées MJ : Nombre de matchs joués MT : Matchs joués en tant que titulaire : but : passe décisive : joueuse entrée : joueuse remplacée : capitaine : carton jaune : carton rouge |
| Kholosa Biyana          | 90         | 90         | 89         | 269        | -           | -              | 3          | 3          | Abréviations et symboles : TT : Total de minutes jouées MJ : Nombre de matchs joués MT : Matchs joués en tant que titulaire : but : passe décisive : joueuse entrée : joueuse remplacée : capitaine : carton jaune : carton rouge |
| Busisiwe Ndimeni        | 38         | -          | 90         | 128        | -           | -              | 2          | 1          | Abréviations et symboles : TT : Total de minutes jouées MJ : Nombre de matchs joués MT : Matchs joués en tant que titulaire : but : passe décisive : joueuse entrée : joueuse remplacée : capitaine : carton jaune : carton rouge |
| Sibulele Holweni        | -          | 72         | -          | 72         | -           | -              | 1          | 1          | Abréviations et symboles : TT : Total de minutes jouées MJ : Nombre de matchs joués MT : Matchs joués en tant que titulaire : but : passe décisive : joueuse entrée : joueuse remplacée : capitaine : carton jaune : carton rouge |
| Attaquantes             |            |            |            |            |             |                |            |            | Abréviations et symboles : TT : Total de minutes jouées MJ : Nombre de matchs joués MT : Matchs joués en tant que titulaire : but : passe décisive : joueuse entrée : joueuse remplacée : capitaine : carton jaune : carton rouge |
| Ode Fulutudilu          | 77         | 60         | 46         | 183        | -           | -              | 3          | 3          | Abréviations et symboles : TT : Total de minutes jouées MJ : Nombre de matchs joués MT : Matchs joués en tant que titulaire : but : passe décisive : joueuse entrée : joueuse remplacée : capitaine : carton jaune : carton rouge |
| Amanda Mthandi          | 56         | -          | 46         | 102        | -           | -              | 2          | 2          | Abréviations et symboles : TT : Total de minutes jouées MJ : Nombre de matchs joués MT : Matchs joués en tant que titulaire : but : passe décisive : joueuse entrée : joueuse remplacée : capitaine : carton jaune : carton rouge |
| Thembi Kgatlana         | 90         | 90         | 44         | 224        | 1           | -              | 3          | 2          | Abréviations et symboles : TT : Total de minutes jouées MJ : Nombre de matchs joués MT : Matchs joués en tant que titulaire : but : passe décisive : joueuse entrée : joueuse remplacée : capitaine : carton jaune : carton rouge |
| Jermaine Seoposenwe     | 34         | 30         | -          | 64         | -           | -              | 2          | -          | Abréviations et symboles : TT : Total de minutes jouées MJ : Nombre de matchs joués MT : Matchs joués en tant que titulaire : but : passe décisive : joueuse entrée : joueuse remplacée : capitaine : carton jaune : carton rouge |
| Rhoda Mulaudzi          | -          | -          | 44         | 44         | -           | -              | 1          | -          | Abréviations et symboles : TT : Total de minutes jouées MJ : Nombre de matchs joués MT : Matchs joués en tant que titulaire : but : passe décisive : joueuse entrée : joueuse remplacée : capitaine : carton jaune : carton rouge |
| Total                   |            |            |            |            |             |                |            |            | Abréviations et symboles : TT : Total de minutes jouées MJ : Nombre de matchs joués MT : Matchs joués en tant que titulaire : but : passe décisive : joueuse entrée : joueuse remplacée : capitaine : carton jaune : carton rouge |
| Équipe d'Afrique du Sud | 90         | 90         | 90         | 270        | 1           | 1              | 3          | -          | Abréviations et symboles : TT : Total de minutes jouées MJ : Nombre de matchs joués MT : Matchs joués en tant que titulaire : but : passe décisive : joueuse entrée : joueuse remplacée : capitaine : carton jaune : carton rouge |

### Autres références
1. ↑  « Coupe du monde féminine. Découvrez tous les maillots des équipes en lice », sur ouest-france.fr, 3 juin 2019 (consulté le 17 novembre 2019)
2. ↑  « Coupe du monde 2019 : la liste de l'Afrique du Sud », sur L'ÉQUIPE, 17 mai 2019 (consulté le 17 mai 2019)